# 黄花昌都点地梅
黄花昌都点地梅（学名：Androsace bisulca var. aurata）为报春花科点地梅属下的一个变种。

## 扩展阅读
- 維基物種上的相關：黄花昌都点地梅